# Olympus PEN E-PM2
Olympus PEN E-PM2, ohlášený v září 2012, je bezzrcadlovka systému mikro 4/3. Tento nástupce modelu Olympus PEN E-PM1 je druhým modelem firmy Olympus v řadě PEN Mini. Byl představen společně s pokročilejším modelem Olympus PEN E-PL5, s nímž sdílí řadu komponent i vlastností.

## Popis
Pro řadu PEN Mini je charakteristický malý počet ovládacích prvků – přístroje jsou orientovány především na uživatele kompaktních fotoaparátů, zvyklé používat automatické režimy. Tento minimalistický přístup k ovládání je patrný i na modelu E-PM2.
Je osazen 16Mpix snímačem shodným s tehdejším špičkovým modelem Olympus OM-D E-M5, který představoval významný vzestup v kvalitě obrazu proti E-PM1. Na rozdíl od E-M5 je ovšem stabilizován jen ve dvou osách (posuny do stran, chybí otáčení a naklápění snímače).
Druhou významnou novinkou, kterou přinesl do řady PEN Lite, je dotykový displej s úhlopříčkou 3". Lze jej použít jak k nastavení přístroje, tak k fotografování.

## Rozdíly
Nejvýznamnější rozdíly proti předchozímu modelu E-PM1 jsou:
- nový snímač s vyšším rozlišením a vyšší citlivostí
- dotykový displej
- větší rychlost sériového snímání
- tlačítko pro vymazání fotografie, které při ovládání E-PM1 citelně chybělo

Ve srovnání se sesterským modelem E-PL5 postrádá E-PM2:
- výklopný displej
- otočný volič režimů

## Ocenění
Fotoaparát získal v recenzi serveru Digital Photography Review stříbrné ocenění.